# Вале д'Орта (Асти)
Вале д'Орта је насеље у Италији у округу Асти, региону Пијемонт.
Према процени из 2011. у насељу је живело 82 становника. Насеље се налази на надморској висини од 197 м.